# Hành chính viện Trung Hoa Dân Quốc

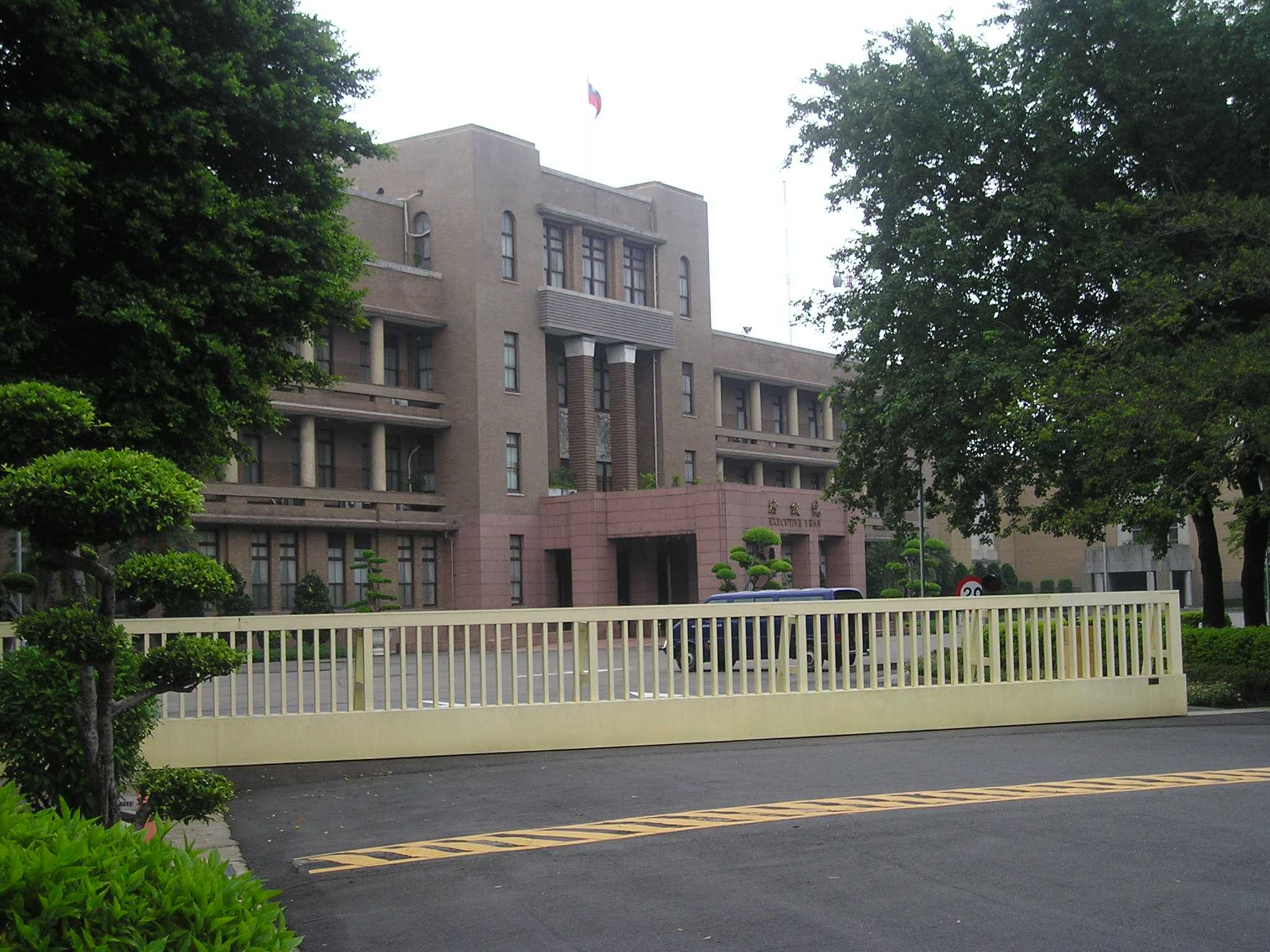
Mặt tiền Hành chính viện

Hành chính viện (tiếng Trung: 行政院; bính âm: Xíngzhèng Yuàn) là cơ quan hành chính cao nhất của Trung Hoa Dân Quốc (Đài Loan), tương đương với chính phủ Trung Hoa Dân Quốc. Năm 1949, Hành chính viện di chuyển đến Đài Loan sau Nội chiến Trung Quốc. Từ năm 1994 đến năm 2005, Đài Loan tiến hành sửa đổi hiến pháp với trọng tâm là trao thêm nhiều quyền lực cho tổng thống, theo đó Hành chính viện nay là cơ quan đứng đầu trong các công việc nội chính hay tài chính, còn Phủ Tổng thống Trung Hoa Dân Quốc đứng đầu trong các vấn đề quân sự, ngoại giao.
Tôn Trung Sơn từng đề ra thuyết chính quyền "ngũ quyền hiến pháp", tức Giám sát viện, Khảo thí viện, Hành chính viện, Tư pháp viện và Lập pháp viện.

## Lịch sử
Năm 1928, chính phủ Quốc dân đã lãnh đạo Quân Cách mạng Quốc dân hoàn thành Bắc Phạt, phụng hệ quân phiệt Đông Bắc là Trương Tác Lâm bị đạo quân Quan Đông của Nhật Bản ám hại. Con trai ông là Trương Học Lương trở lại Liêu Ninh và thông báo thành lập "Đông Bắc Dịch Xí" để hỗ trợ chính phủ tại Nam Kinh tiến hành thống nhất Trung Quốc. Chính phủ Quốc dân vào ngày 3 tháng 10 cùng năm đã thông qua pháp lệnh tổ chức chính phủ Quốc dân Trung Hoa dân quốc và thành lập "Hành chính viện", cơ quan quyền lực cao nhất của đất nước. Ngày 8 tháng 10 cùng năm, chính phủ quốc dân thông qua việc Đàm Dân Khải trở thành viện trưởng của Hành chính viện. Tại thời điểm đó, Hành chính viện điều hành các công việc nội chính, ngoại giao, quân sự, tài chính, nông nghiệp, công nghiệp và nhiều lĩnh vực khác. Ngày 25 tháng 10, viện trưởng cùng 10 bộ trưởng trong viện đã tuyên thệ nhậm chức, Hành chính viện chính thức hoạt động.

## Cơ cấu tổ chức
Hiện đứng đầu Hành chính viện là Viện trưởng (tương đương với Thủ tướng), một phó Viện trưởng (tương đương Phó Thủ tướng), một bí thư trưởng, một phó bí thứ trưởng, ủy viên chính vụ gồm 5 đến 7 người. Dưới đây là cơ cấu các bộ, ban ngành trong Hành chính viện từ tháng 5 năm 2016
Văn phòng Hành chính viện
Người phát ngôn Hành chính Viện

### Bộ
- Bộ Nội chính (內政部)
- Bộ Ngoại giao (外交部)
- Bộ Quốc phòng (國防部)
- Bộ Tài chính (財政部)
- Bộ Giáo dục (教育部)
- Bộ Pháp vụ (法務部)
- Bộ Kinh tế (經濟部)
- Bộ Giao thông (交通部)
- Bộ Lao động (勞動部)
- Bộ Văn Hóa (文化部)
- Bộ Y tế Phúc Lợi (衛生福利部)
- Bộ Nông nghiệp (農業部)
- Bộ Môi trường (環境部)
- Bộ Công nghệ số (數位發展部)

### Ban
- Ủy ban Khoa học và Công nghệ Quốc gia (科技委員會)
- Ủy ban Kiều vụ (僑務委員會)
- Ủy ban Cựu chiến binh (國軍退除役官兵輔導委員會, Quốc quân thoái trừ dịch quan binh phụ đạo ủy viên hội)
- Ủy ban Các dân tộc bản xứ (原住民族委員會)
- Ủy ban Khách Gia (客家委員會)
- Ủy ban Quản lý giám sát thị trường chứng khoán (金融監督管理委員會, Kim dung giám đốc quản lý ủy viên hội)
- Ủy ban Phát triển quốc gia (國家發展委員會)
- Ủy ban Sự vụ Đại dương (海洋委員會)

Ủy ban
- Ủy ban Đại lục (大陸委員會)
- Ủy ban Công trình công cộng (公共工程委員會)
- Ủy ban An toàn Hạt nhân (核能安全委員會, Nguyên tử năng ủy viên hội

### Cơ quan
- Cơ quan Tuần tra Bờ biển (海岸巡防署, Hải ngạn Tuần phòng thự)

### Tổng cục
- Cục Nhân sự Hành chính viện (人事行政局)
- Tổng cục Ngân sách, Kế toán và Thống kê (行政院主計處, Hành chính viện Chủ kê xử)

Cơ quan độc lập, cơ quan phụ thuộc
- Ủy ban Công bằng Thương mại (公平交易委員會, Công bình giao dịch ủy viên hội)
- Ủy ban Bầu cử Trung ương (中央選舉委員會, Trung ương tuyển cử ủy viên hội)
- Ủy ban Truyền thông Quốc gia (國家通訊傳播委員會, Quốc gia Thông tấn truyền bá ủy viên hội)
- Bảo tàng Cố cung Quốc gia (國立故宮博物院, Quốc lập Cố cung Bác vật viện)
- Ngân hàng Trung ương (中央銀行, Trung ương Ngân hàng)